# Кирило Тополя
Кири́ло Топо́ля (справжнє ім'я Кирило Тополинський) — український письменник першої половини XIX століття.

## Життєпис
Біографічних відомостей про Тополю немає. Правдоподібно він походив з Правобережжя і жив на Київщині.

## Творча спадщина
Тополя залишив по собі дві п'єси: «Чари» (написана орієнтовно 1834 р., коли була подана до цензури; опублікована - 1837 р.) та «Чур-чепуха» (1844). Обидві п'єси написані з добрим знанням українського побуту і фольклору, зокрема «Чари» побудовані на тих самих мотивах, що й «Не ходи, Грицю, на вечорниці» Володимира Александрова, «Ой не ходи, Грицю, та й на вечорниці» Михайла Старицького, «Маруся Чураївна» Володимира Самійленка та «У неділю рано зілля копала» Ольги Кобилянської.
- Кирилл Тополя. Чары, или нѣсколько сцен из народных былей и рассказов украинских. Москва: В тип. А. Евреинова, 1837. 102 стор. (прим.: діалоги українською, опис дій російською) (pdf, Ukrainica, jpeg, elib.nlu.org.ua [Архівовано 23 Вересня 2020 у Wayback Machine.])[6]
- Кирилл Тополя. Чур-чепуха, или нѣсколько фактов из жизни украинского панства. 1844. Казань: В Типографии Губернского правления. 148 стор. (прим.: діалоги гріпаків-служників українською, діалоги панів російською та польською, а опис дій російською) (pdf, escriptorium, Част 1./pdf, escriptorium, Част 2./pdf, escriptorium, Част 3.)